# Billy Bat
Billy Bat (ビリーバット, Birii Batto) é uma série de mangás seinen escrita por Naoki Urasawa e Takashi Nagasaki e ilustrada por Urasawa. A série foi anunciada na 45ª edição da coleção de mangás Japonesa Weekly Morning em 2008. Ela foi serializada na revista semanal de 16 de outubro de 2008 a 18 de agosto de 2016. A Kodansha juntou os capítulos individuais em volumes, tendo lançado três volumes em junho de 2009. O primeiro volume foi um dos 5 mangás mais vendidos na semana de lançamento, onde foram vendidas cerca de 145.000 cópias.
Billy Bat foi publicado na Alemanha pela Carlsen Verlag , onde ganhou o Prêmio Max & Moritz 2014 de Melhor Quadrinhos Internacionais. Em 2019, Urasawa afirmou que teve ligeiras preocupações sobre Billy Bat ser publicado em inglês porque "grandes estúdios de animação ou cinema podem se ofender, ou talvez traçar algumas semelhanças inexistentes entre meu trabalho e o trabalho deles".

## Enredo
A história acontece em 1949 e apresenta o cartoonista nipo-americano Kevin Yamagata que desenha a famosa série de investigação "Billy Bat". Quando ele descobre que copiou inconscientemente o personagem de uma figura que viu quando estava no Japão, ele volta ao país para pedir permissão para usar o Billy Bat do seu autor original. Porém, chegando lá, ele se envolve numa trama de tortura, disfarces e profecias que o traz de volta ao Billy Bat.
Logo fica claro, entretanto, que a natureza real de Billy Bat é muito maior do que Kevin poderia imaginar.